# Teatro nazionale della Grecia
Il Teatro nazionale della Grecia è situato ad Atene.

## Storia
Il teatro venne fondato nel 1880 con un fondo istituito da re Giorgio I ed Efstratios Rallis, per realizzare una sede permanente per un teatro nazionale nella capitale.

Le fondamenta per questo nuovo progetto furono gettate sulla strada dedicata a San Costantino e l'edificio fu progettato dal famoso architetto sassone noto per molti altri edifici pubblici di Atene, Ernst Ziller. Nonostante i problemi, l'edificio venne finito in tempo, completato nel 1890 e nel 1900 Vlachos Angelos ne venne nominato direttore. Fu costruito tra il 1895 e il 1901.

Il teatro nazionale cominciò ad espandere la propria attività e nel 1901 venne aperta una scuola di teatro. Lo stesso anno, il  Teatro Reale aperse le sue porte al pubblico con un monologo tratto da Dimitris Verardakis e due commedie greche, tra le quali La morte di Pericle. Dopo la prima rappresentazione il teatro cominciò ad espandersi crescendo in popolarità tra le classi medio-alte della Grecia e vennero messe in scena più produzioni. Una delle più famosi del periodo fu Orestea di Eschilo, messo in scena in prosa da Yorgos Sotiriadis. Questa produzione suscitò un lungo conflitto sulla linguistica, fino ad arrivare a quando un professore classicista, Yorgos Mistrioti, convinse i suoi studenti, del corso di filosofia dell'Università di Atene, a marciare verso il teatro nel tentativo di fermarne l'esecuzione. Gli eventi che seguirono provocarono un morto e dieci feriti l'8 novembre 1903.  Il Teatro Reale occupò lo storico edificio neoclassico in via Agiou Konstantinou dal 1901 al 1908, ma fallì e fu costretto a chiudere.

Nel 1913, dopo l'assassinio di Re Giorgio I di Grecia, il Teatro Reale venne lasciato in eredità al figlio, il principe Nicola di Grecia e Danimarca, che era un pittore e drammaturgo.

Il teatro entrò in un periodo di declino, tanto che fino al 1932 ospitato compagnie teatrali straniere. Rimase chiuso finché non se ne decise la riapertura tramite ad una legge del Parlamento firmata dal ministro dell'istruzione, Giorgos Papandreou, il 30 maggio 1932. Dal 1932 l'edificio è stato sede del  Teatro centrale della Nazionale. Nel 2009 venne terminata la completa ristrutturazione dell'edificio.

## Il Teatro dei bambini
Il teatro è situato nel seminterrato del Palazzo Sikiarideio. Venne progettato come una music hall, ma venne presto trasformato in un cinema. Venne rilevato dal Ministero della Cultura nel 1987. Dal 1993 il Teatro Nazionale si è occupato di mettere in scena delle produzioni per bambini in questa sede.

## Scuola di recitazione
La scuola di recitazione (od anche chiamata la "Scuola drammatica") venne fondata nel 1930, da quando iniziò ad operare in tandem con il Teatro nazionale della Grecia.